# HIStory (вебсеріал)
HIStory (вимовляється англійською як «his story») — це тайванський антологічний телевізійний серіал, створений Чанг Тін Феєм для Choco TV і Line TV. Кожен сезон представляє собою окремі історії з різними сюжетами та головними героями. Сюжети зосереджені на темі кохання хлопців, також відомої як BL. Прем'єра першого сезону відбулася 14 лютого 2017 року.
Серіал зібрав велику кількість прихильників у всьому світові та добре сприйнятий критиками. У Тайвані серіал набрав 3,5 мільйона переглядів після перших трьох місяців виходу та 16,5 мільйонів переглядів до кінця другого сезону. HIStory — це перший тайванський веб-серіал, що транслюється на японському телебаченні. Прем'єра першого сезону відбулася на японському Nippon TV 31 липня 2017 року. 2 липня 2018 року серіал дебютував у прайм-тайм на Тайвані на CTS, транслюючи перші два сезони один за одним протягом місяця. Другий сезон HIStory2: Crossing the Line (Перетин межі) отримав схвальні відгуки критиків за характер, режисуру та акторську гру, й був номінований на Golden Bell як кращий мінісеріал. 17 серпня 2018 року було анонсовано випуск фільма-сіквела, але його було скасовано в межах коригування контентної стратегії через пандемію COVID-19. Замість цього згодом було оголошено про роботу над четвертим сезоном. Прем'єра п'ятого сезону відбулася 28 грудня 2022 року.

## Огляд серіалу
| Сезон | Епізоди | Епізоди | Оригінальний показ | Оригінальний показ |
| Сезон | Епізоди | Епізоди | Перший показ       | Останній показ     |
| ----- | ------- | ------- | ------------------ | ------------------ |
| 1     | 12      | 12      | 14 лютого 2017     | 3 березня 2017     |
| 2     | 16      | 16      | 30 січня 2018      | 28 березня 2018    |
| 3     | 40      | 40      | 16 квітня 2019     | 18 грудня 2019     |
| 4     | 20      | 20      | 14 березня 2021    | 30 травня 2021     |
| 5     | 20      | 20      | 28 грудня 2022     | 1 березня 2023     |

### HIStory1
Перший сезон серіалу HIStory, який часто називають HIStory1, щоб враізняти поміж інших сезонів, складається з трьох мінісеріалів, а саме Мій герой, Тримайся подалі від мене та Одержимий, в кожному з яких була своя пара героїв.

#### Сюжет
У Мій герой дух мертвої жінки заволодіває тілом молодого чоловіка, і в неї є лише тиждень, щоб змусити свого колишнього хлопця закохатися в її нове чоловіче тіло!
У Тримайся подалі від мене один з героїв намагається викликати іскри між суперзіркою та його новим зведеним братом.
У Одержимому молодий чоловік, який гине внаслідок нещасного випадку та реінкарнується, намагається втриматися від того, щоб знову закохатися в того самого чоловіка!
| Мінісеріал                | Кількість серій | Перший ефір    | Останній ефір  | Директор    | Сценарист(и) | Продюсер  |
| ------------------------- | --------------- | -------------- | -------------- | ----------- | ------------ | --------- |
| Мій герой                 | 4               | 14 лютого 2017 | 17 лютого 2017 | Тан І       | Ян І-хуа     | Рекс Чанг |
| Триматися подалі від мене | 4               | 21 лютого 2017 | 24 лютого 2017 | Іштар Цай   | Ян І-хуа     | Рекс Чанг |
| Одержима                  | 4               | 28 лютого 2017 | 3 березня 2017 | Адіамонд Лі | Лінь Пей-юй  | Рекс Чанг |

### HIStory2
HIStory2 — другий сезон серіалу HIStory, який складається з двох мінісеріалів, а саме «Правильно чи неправильно» та «Перетин межі». На два мінісеріали — три пари героїв.

#### Сюжет
HIStory2 досліджує питання добра і зла в коханні.
У «HIStory2: правильно чи неправильно» професор коледжу, який є батьком-одинаком, закохується в молодшого студента.
У «HIStory2: Перетин межі» двоє зведених братів намагаються придушити свої соціально неприйнятні почуття один до одного, а колишнього волейболіста тягне до темпераментного молодого гравця.
| Мінісеріал               | Кількість серій | Перший ефір    | Останній ефір   | Директор     | Сценарист(и) | Продюсер  |
| ------------------------ | --------------- | -------------- | --------------- | ------------ | ------------ | --------- |
| Правильно чи неправильно | 8               | 30 січня 2018  | 21 лютого 2018  | Лі Чінг-джун | Лінь Пей-юй  | Рекс Чанг |
| Перетин межі             | 8               | 6 березня 2018 | 28 березня 2018 | Іштар Цай    | Лінь Пей-юй  | Рекс Чанг |

### HIStory3
HIStory3 — це третій сезон серіалу HIStory, який складається з двох мінісеріалів, а саме Пастка та Зроби наші дні важливими. В цьому сезоні чотири пари героїв на два мінісеріала.

#### Сюжет
«HIStory3: Пастка»
В результаті таємничої стрілянини загинули поліцейський і голова злочинного синдикату Тяньмен. Чотири роки потому поліцейський слідчий Мен Шао Фей має намір вистежити Тан І, єдиного, хто вижив після фатальної стрілянини, а тепер голову банди Тяньмен. Тан І також шукає відповіді, але хоче власної форми справедливості. Вони заплутуються в смертельній грі інтелектів.
«HIStory3: Зроби наші дні важливими»
Розповідь про стосунки двох учнів старшої школи із протилежними характерами, один з яких комунікабельний екстраверт, а другий — мовчазний екстраверт. Випадковість долі та вирішальне втручання однокласниці призводять до того, що шляхи двох молодих людей перетинаються, і їх характери розкриваються з інших сторін.

### HIStory4
HIStory4 — четвертий сезон серіалу HIStory. На відміну від своїх попередників, це одна основна серія, Поряд з тобою, яка оповідає про дві пари.

#### Сюжет
Прямолінійний та самовпевнений менеджер з продажу у весільному агентстві намагається добитися уваги свого першого кохання, фанатки яоя, і тому просить свого колегу і найкращого друга зображати з ним парочку, але в результаті закохується у свого «хлопця». В той час креативний директор компанії намагається налагодити складні стосунки з названим братом, в якого насправді закоханий.
| Мінісеріали                              | Кількість серій | Перший ефір     | Останній ефір  | Директор | Сценарист(и) | Продюсер |
| ---------------------------------------- | --------------- | --------------- | -------------- | -------- | ------------ | -------- |
| «HIStory4: Поряд з тобою» (近距離愛上你) | 20              | 14 березня 2021 | 30 травня 2021 | Чень І-ю | Шао Хуей-тін |          |

### HIStory 5: Кохання в майбутньому
HIStory4 — п'ятий сезон серіалу HIStory. Також розповідає про стосунки двох пар.

#### Сюжет
Веселий і старанний кур'єр, що живе у 2000 році, під час доставки замовлення раптово переноситься на 22 роки у майбутнє, у 2022 рік, де зустрічає молодого спадкоємця надзвичайно прибуткової бізнес-імперії, до якого згодом починає відчувати симпатію. Тим часом спалахують почуття між холодносердим менеджером компанії і новим співробітником офісу, чутливим сиротою.

## Нагороди та номінації
| Церемонія нагородження | Рік  | Категорія                     | Номінант                                         | Результат | Прим. |
| ---------------------- | ---- | ----------------------------- | ------------------------------------------------ | --------- | ----- |
| Премія «Золотий дзвін» | 2018 | Найкращий мінісеріал          | «HIStory2: Перетин межі»                         | Номінація |       |
| Премія «Золотий дзвін» | 2020 | Найкращий дебют в телесеріалі | Вілсон Лю («HIStory3: Зроби наші дні важливими») | Номінація | [ 9 ] |